# Доње Јарушице
Доње Јарушице је насеље у Србији у општини Рача у Шумадијском округу. Према попису из 2022. има 149 становника (према попису из 2011. било је 213 становника).

## Oпшти подаци
Село Доње Јарушице је једно од најстаријих у овом делу Шумадије. Први помен о њему датира из 1476. године, што значи да под овим именом постоји више од 500 година. Доње Јарушице се простиру на обема странама реке Раче. Село захвата површину око 660 хектара. Идући низ Рачу сеоски крајеви су овако распоређени на левој страни су: Пантићи, Степановићи, Петронијевићи-Ћелићи, Петронијевићи-Јањићи, Благојевићи, Тришићи и Костићи. На Десној страни су Цветићи и Јевтићи. Ови крајеви су названи по најбројнијим фамилијама.

## Демографија
У насељу Доње Јарушице живи 221 пунолетни становник, а просечна старост становништва износи 45,4 година (45,3 код мушкараца и 45,5 код жена). У насељу има 77 домаћинстава, а просечан број чланова по домаћинству је 3,44.
Ово насеље је великим делом насељено Србима (према попису из 2002. године), а у последња три пописа, примећен је пад у броју становника. У оквиру села се налази Основна школа „Карађорђе“, до четврог разреда.
|             | \| Демографија[2] \| Демографија[2] \| Демографија[2] \| \| Година \| Становника \| Становника \| \| -------------- \| -------------- \| -------------- \| \| 1948. \| 527 \| \| \| 1953. \| 525 \| \| \| 1961. \| 505 \| \| \| 1971. \| 413 \| \| \| 1981. \| 383 \| \| \| 1991. \| 316 \| 302 \| \| 2002. \| 265 \| 291 \| \| 2011. \| 213 \| \| |            |
| Демографија | |            |
| Година      | Становника | Становника |
| 1948.       | 527 |            |
| 1953.       | 525 |            |
| 1961.       | 505 |            |
| 1971.       | 413 |            |
| 1981.       | 383 |            |
| 1991.       | 316 | 302        |
| 2002.       | 265 | 291        |
| 2011.       | 213 |            |

| Етнички састав према попису из 2002.‍ | Етнички састав према попису из 2002.‍ | Етнички састав према попису из 2002.‍ | Етнички састав према попису из 2002.‍ | Етнички састав према попису из 2002.‍ |
| ------------------------------------ | ------------------------------------ | ------------------------------------ | ------------------------------------ | ------------------------------------ |
|                                      |                                      |                                      |                                      |                                      |
| Срби                                 | Срби                                 |                                      | 261                                  | 98,49%                               |
| Црногорци                            | Црногорци                            |                                      | 1                                    | 0,37%                                |
| непознато                            | непознато                            |                                      | 3                                    | 1,13%                                |

| Година пописа     | 1948. | 1953. | 1961. | 1971. | 1981. | 1991. | 2002. |
| ----------------- | ----- | ----- | ----- | ----- | ----- | ----- | ----- |
| Број домаћинстава | 116   | 114   | 120   | 106   | 95    | 88    | 77    |

| Број чланова      | 1  | 2  | 3 | 4 | 5 | 6 | 7 | 8 | 9 | 10 и више | Просек |
| ----------------- | -- | -- | - | - | - | - | - | - | - | --------- | ------ |
| Број домаћинстава | 19 | 18 | 8 | 7 | 8 | 9 | 5 | 1 | 0 | 2         | 3,44   |

| Пол    | Укупно | Неожењен/Неудата | Ожењен/Удата | Удовац/Удовица | Разведен/Разведена | Непознато |
| ------ | ------ | ---------------- | ------------ | -------------- | ------------------ | --------- |
| Мушки  | 113    | 28               | 65           | 14             | 6                  | 0         |
| Женски | 118    | 16               | 66           | 31             | 5                  | 0         |
| УКУПНО | 231    | 44               | 131          | 45             | 11                 | 0         |

| Пол    | Укупно                    | Пољопривреда, лов и шумарство | Рибарство                            | Вађење руде и камена | Прерађивачка индустрија       |
| ------ | ------------------------- | ----------------------------- | ------------------------------------ | -------------------- | ----------------------------- |
| Мушки  | 86                        | 82                            | 0                                    | 0                    | 1                             |
| Женски | 56                        | 51                            | 0                                    | 0                    | 0                             |
| УКУПНО | 142                       | 133                           | 0                                    | 0                    | 1                             |
| Пол    | Производња и снабдевање   | Грађевинарство                | Трговина                             | Хотели и ресторани   | Саобраћај, складиштење и везе |
| Мушки  | 0                         | 0                             | 1                                    | 0                    | 0                             |
| Женски | 0                         | 0                             | 2                                    | 0                    | 0                             |
| УКУПНО | 0                         | 0                             | 3                                    | 0                    | 0                             |
| Пол    | Финансијско посредовање   | Некретнине                    | Државна управа и одбрана             | Образовање           | Здравствени и социјални рад   |
| Мушки  | 0                         | 0                             | 1                                    | 1                    | 0                             |
| Женски | 0                         | 0                             | 0                                    | 1                    | 0                             |
| УКУПНО | 0                         | 0                             | 1                                    | 2                    | 0                             |
| Пол    | Остале услужне активности | Приватна домаћинства          | Екстериторијалне организације и тела | Непознато            | Непознато                     |
| Мушки  | 0                         | 0                             | 0                                    | 0                    | 0                             |
| Женски | 0                         | 0                             | 0                                    | 2                    | 2                             |
| УКУПНО | 0                         | 0                             | 0                                    | 2                    | 2                             |